# Жуков, Сергей Иванович
Серге́й Ива́нович Жу́ков (1860, Васильевское — после 1931) — российский журналист, редактор-издатель нижегородской газеты «Волгарь».

## Биография
Родился в 1860 году в селе Васильевском Рыбинского уезда Ярославской губернии. Сын журналиста и издателя Ивана Александровича Жукова. С ранних лет работал в газете отца, которая сперва называлась «Рыбинский биржевой листок», а с 1875 года, после переезда в Нижний Новгород — «Нижегородский биржевой листок». 
После смерти Ивана Александровича, произошедшей 31 августа 1891 года, взял на себя управление газетой. Под руководством Сергея Ивановича газета была преобразована в ежедневную (до этого она выходила 2 раза в неделю) и с начала 1892 года получила более лаконичное название «Волгарь». Сергей Иванович Жуков превратил газету в одну из наиболее технически передовых провинциальных газет Поволжья — он первым в Нижнем Новгороде внедрил наборные машины, построил для редакции новое здание на Большой Ямской улице, провёл электрическое освещение. К 1900 годам газета стала одной из самых популярных в Нижнем Новгороде, её тираж достигал 6000 экземпляров. Жуков придерживался либеральных взглядов, а потому с радостью поддержал Февральскую революцию 1917 года и столь же отрицательно отнёсся к Октябрьской революции. 18 января 1918 года газета была закрыта большевиками. Помещение и оборудование были конфискованы и перешли большевистской газете «Красное знамя».
Вскоре после закрытия газеты Жуков переехал в Москву, где работал регистратором Народного банка РСФСР, затем в кустарно-сбытовой кооперации. В 1921 году вернулся в Нижний Новгород, где работал в различных советских организациях — Губпродкоме, Хлебопродукте и Госпосреднике. В 1926 году был арестован, но через четыре дня выпущен. В 1927 году работал корректором в Нижполиграфе, но был уволен как лишённый избирательных прав. Позднее работал в Губплане, статистиком в Нижкапстрое. 
В 1930 году в Москве был арестован сын Жукова Борис Сергеевич — известный советский археолог и этнограф, обвинённый в связях с заграницей. 13 ноября того же года был арестован и сам бывший издатель газеты. Вместе с ним были арестованы ещё четыре человека. Он был обвинён в том, что «…входил в состав контрреволюционной группировки, члены которой были тесно связаны между собой и на протяжении ряда лет вели вели злостную антисоветскую агитацию». Виновным себя не признал. 31 марта 1931 года Особое совещание при ОГПУ рассмотрело дело № 107072, признало всех пятерых арестованных виновными по разным пунктам 58-й статья Уголовного кодекса РСФСР и приговорило их к различным видам наказания — преимущественно к заключению в концентрационных лагерях и к ссылке. Сергей Иванович получил относительно мягкий приговор — он был освобождён в зале суда, но ему было запрещено проживание в 16 городах и краях центральной России сроком на 3 года. Дальнейшая судьба Сергея Ивановича Жукова неизвестна. Приговор был пересмотрен в 1958 году — Жуков и четверо его «сообщников» были реабилитированы.